# Bagnolo Mella
Bagnolo Mella is een gemeente in de Italiaanse provincie Brescia (regio Lombardije) en telt 12.006 inwoners (31-12-2004). De oppervlakte bedraagt 31,3 km², de bevolkingsdichtheid is 367 inwoners per km².

## Demografie
Bagnolo Mella telt ongeveer 4754 huishoudens. Het aantal inwoners steeg in de periode 1991-2001 met 5,1% volgens cijfers uit de tienjaarlijkse volkstellingen van ISTAT.
| Jaar | Inwoneraantal |
| ---- | ------------- |
| 1991 | 10.819        |
| 2001 | 11.375        |

## Geografie
De gemeente ligt op ongeveer 85 m boven zeeniveau.
Bagnolo Mella grenst aan de volgende gemeenten: Capriano del Colle, Dello, Ghedi, Leno, Manerbio, Montirone, Offlaga, Poncarale.

## Geboren
- Eugenio Corini (30 juli 1970), voetballer